# La Princesse de Samarcande
Pour l’article homonyme, voir  The Golden Horde.
Pour plus de détails, voir Fiche technique et Distribution.
La Princesse de Samarcande (The Golden Horde) est un film d'aventures historique américain en Technicolor réalisé par George Sherman et sorti en 1951.

## Synopsis
En l'an 1220, Sir Guy of Devon (David Farrar) et un petit groupe de croisés anglais arrivent à Samarcande, en Asie centrale. La ville et la princesse régnante, Shalimar (Ann Blyth), sont menacées par Genghis Khan (Marvin Miller) et ses hordes. Shalimar espère vaincre le conquérant par la ruse, alors que Sir Guy préfère la bataille frontale. En dépit d'une attirance réciproque entre Shalimar et Sir Guy, leurs méthodes divergentes compromettent tout espoir de victoire.

## Fiche technique
- Titre original : The Golden Horde
- Titre français : La Princesse de Samarcande
- Réalisation : George Sherman
- Scénario : Gerald Drayson Adams[réf. souhaitée]
Harold Lamb
- Costumes : Leah Rhodes
- Photographie : Russell Metty
- Montage : Frank Gross
- Musique : Hans J. Salter
- Production : Robert Arthur, Howard Christie
- Société de production :
- Société de distribution : Universal-International
- Pays de production : États-Unis
- Langue : Anglais
- Format : couleurs – 35 mm – 1,37:1 – mono (Western Electric Recording)
- Genre : film d'aventure historique
- Durée : 77 minutes
- Dates de sortie :
  - États-Unis : octobre 1951
  - France : 8 février 1952

## Distribution
- Ann Blyth : Princesse Shalimar
- David Farrar : Sir Guy of Devon
- George Macready : Raven le shamane
- Henry Brandon : Juchi, fils de Genghis Khan
- Howard Petrie : Tuglik
- Richard Egan : Gill
- Marvin Miller : Genghis Khan
- Donald Randolph : Torga
- Peggie Castle : Lailee
- Grandon Rhodes (non crédité) : un émir